# Énergie d'ionisation

Graphique des premières énergies d'ionisation en eV, en fonction du numéro atomique. L'énergie d'ionisation augmente graduellement des métaux alcalins jusqu'aux gaz nobles. Et dans une colonne donnée du tableau périodique, l'énergie d'ionisation diminue du premier rang jusqu'au dernier, à cause de la distance croissante du noyau jusqu'à la couche des électrons de valence.

Le potentiel d'ionisation ou énergie d'ionisation d'un atome ou d'une molécule est l'énergie qu'il faut fournir à un atome neutre pour arracher un électron (le moins lié) à l'état gazeux et former un ion positif, le gaz étant au repos, c'est-à-dire, à 0 K. Plus généralement, la nième énergie d'ionisation est l'énergie requise pour arracher le nième électron après que les n-1 premiers électrons aient été arrachés. En chimie physique, le concept d'énergie d'ionisation est l'opposé de celui d'affinité électronique, c'est-à-dire l'énergie dégagée lorsqu'un atome neutre capte un électron et forme un anion.
La réaction de première ionisation de l'atome A s'écrit :
{\displaystyle {\text{A}}_{({\text{g}})}{\rightarrow }{\text{A}}_{({\text{g}})}^{+}+e^{-}}

## Généralités
L'énergie d'ionisation s'exprime en électron-volts (eV) ou en kilojoules par mole (kJ/mol). Par exemple, les tableaux suivants indiquent que l'énergie de première ionisation de l'atome de sodium (Na) est de 5,14 eV ou 496 kJ/mol.
L'emploi des eV comme unité provient de la mesure des énergies d'ionisation par la méthode de l'impact électronique. Pour pouvoir arracher un électron d'un atome de sodium, un autre électron incident doit être accéléré à travers une différence de potentiel électrique de 5,14 V et alors une différence d'énergie potentielle électrostatique de 5,14 eV. Le kJ/mol par contre convient pour comparer les énergies d'ionisation avec les enthalpies de réaction, et d'inclure les étapes d'ionisation aux calculs thermochimiques à l'aide de la loi de Hess ou du cycle de Born-Haber.
L'énergie d'ionisation est une grandeur qui est toujours positive, ce qui signifie qu'il faut toujours fournir de l'énergie à un atome pour lui arracher un ou plusieurs électrons. Elle varie en fonction de l'atome ou de la molécule considérée, ainsi que de son état d'ionisation.
On peut ioniser un atome possédant plus d'un électron en plusieurs étapes. Par exemple, un atome de bore possède cinq électrons : deux dans une couche interne (1s2) et trois dans la couche de valence (2s2 et 2p1). La nième énergie d'ionisation est l'énergie nécessaire pour enlever un électron d'un atome qui a déjà perdu (n-1) électrons. L'énergie de première ionisation varie beaucoup selon les atomes. Elle augmente le long d'une ligne de la table périodique des éléments, puis diminue brusquement lorsque l'on passe à une autre ligne.
L'électron arraché que l'on considère dans le concept d'énergie d'ionisation provient de la couche de valence. Mais il peut se faire qu'un électron des couches profondes de l'atome soit arraché sans que les électrons des couches superficielles l'aient été préalablement; dans ce cas les électrons se réorganisent ensuite, donnant lieu à un rayonnement (fluorescence X)

## Valeurs numériques des énergies d'ionisation
D'une manière générale, les énergies d'ionisation décroissent le long d'une colonne du Tableau périodique des éléments et croissent de gauche à droite le long d'une période de la table. L'énergie d'ionisation montre une forte anticorrélation avec le rayon atomique. Le tableau suivant donne les valeurs des premières énergies d'ionisation des éléments en eV, :
| H 13,6  |         |    |         |         |         |         |         |         |         |         |         |          |         |         |         |         |          | He 24,59 |
| Li 5,39 | Be 9,32 |    |         |         |         |         |         |         |         |         |         |          | B 8,3   | C 11,26 | N 14,53 | O 13,62 | F 17,42  | Ne 21,56 |
| Na 5,14 | Mg 7,65 |    |         |         |         |         |         |         |         |         |         |          | Al 5,99 | Si 8,15 | P 10,49 | S 10,36 | Cl 12,97 | Ar 15,76 |
| K 4,34  | Ca 6,11 |    | Sc 6,56 | Ti 6,83 | V 6,75  | Cr 6,77 | Mn 7,43 | Fe 7,9  | Co 7,88 | Ni 7,64 | Cu 7,73 | Zn 9,39  | Ga 6    | Ge 7,9  | As 9,79 | Se 9,75 | Br 11,81 | Kr 14    |
| Rb 4,18 | Sr 5,69 |    | Y 6,22  | Zr 6,63 | Nb 6,76 | Mo 7,09 | Tc 7,28 | Ru 7,36 | Rh 7,46 | Pd 8,34 | Ag 7,58 | Cd 8,99  | In 5,79 | Sn 7,34 | Sb 8,61 | Te 9,01 | I 10,45  | Xe 12,13 |
| Cs 3,89 | Ba 5,21 | *  | Lu 5,43 | Hf 6,83 | Ta 7,55 | W 7,86  | Re 7,83 | Os 8,44 | Ir 8,97 | Pt 8,96 | Au 9,23 | Hg 10,44 | Tl 6,11 | Pb 7,42 | Bi 7,29 | Po 8,41 | At 9,32  | Rn 10,75 |
| Fr 4,07 | Ra 5,28 | ** | Lr 4,9  | Rf 6    | Db      | Sg      | Bh      | Hs      | Mt      | Ds      | Rg      | Cn       | Nh      | Fl      | Mc      | Lv      | Ts       | Og       |
|         |         | ↓  |         |         |         |         |         |         |         |         |         |          |         |         |         |         |          |          |
|         |         | *  | La 5,58 | Ce 5,54 | Pr 5,47 | Nd 5,53 | Pm 5,58 | Sm 5,64 | Eu 5,67 | Gd 6,15 | Tb 5,86 | Dy 5,94  | Ho 6,02 | Er 6,11 | Tm 6,18 | Yb 6,25 |          |          |
|         |         | ** | Ac 5,17 | Th 6,31 | Pa 5,89 | U 6,19  | Np 6,27 | Pu 6,03 | Am 5,97 | Cm 5,99 | Bk 6,2  | Cf 6,28  | Es 6,42 | Fm 6,5  | Md 6,58 | No 6,65 |          |          |

Les énergies d'ionisation successives d'un élément donné augmentent progressivement, comme on peut le voir sur le tableau ci-dessous. L'augmentation est particulièrement forte lorsqu'après l'épuisement complet d'une couche d'orbitale atomique, on passe à une nouvelle couche. Ceci vient du fait que lorsque tous les électrons d'une orbitale ont été extraits, l'énergie d'ionisation suivante consistera à extraire un électron d'une orbitale plus proche du noyau, là où la force électrostatique qui lie l'électron au noyau est plus intense. Au tableau ci-dessous, on donne quelques valeurs pour la troisième ligne de la table périodique.
| Élément | Première | Deuxième | Troisième | Quatrième | Cinquième | Sixième | Septième |
| ------- | -------- | -------- | --------- | --------- | --------- | ------- | -------- |
| Na      | 496      | 4 560    |           |           |           |         |          |
| Mg      | 738      | 1 450    | 7 730     |           |           |         |          |
| Al      | 577      | 1 816    | 2 881     | 11 600    |           |         |          |
| Si      | 786      | 1 577    | 3 228     | 4 354     | 16,100    |         |          |
| P       | 1 060    | 1 890    | 2 905     | 4 950     | 6 270     | 21 200  |          |
| S       | 999.6    | 2 260    | 3 375     | 4 565     | 6 950     | 8 490   | 27 107   |
| Cl      | 1 256    | 2 295    | 3 850     | 5 160     | 6 560     | 9 360   | 11 000   |
| Ar      | 1 520    | 2 665    | 3 945     | 5 770     | 7 230     | 8 780   | 12 000   |

L'énergie d'ionisation est un bon indicateur pour déterminer combien d'électrons possède un élément donné sur sa couche externe. Il convient d'observer à partir de combien d'ionisations successives se produit le saut significatif correspondant au passage de la couche externe à la couche suivante. Par exemple, s'il faut 1 500 kJ/mol pour arracher un électron et 5 000 kJ/mol pour arracher le deuxième, et ensuite 6 000 kJ/mol pour le troisième, cela veut dire que la couche externe possède un électron unique. C'est donc un métal qui cédera facilement un électron. Une fois qu'un octet stable a été constitué, il devient beaucoup plus difficile d'arracher le suivant, mais par contre, une fois que cet électron a été retiré, le suivant sera légèrement plus facile à arracher.

## Calcul théorique pour les atomes monoélectroniques

### Interprétation électrostatique et modèle semi-classique de Bohr
L'énergie d'ionisation d'un atome monoélectronique (H, He+, Li2+, etc.) peut être calculée à partir du potentiel électrique et du modèle de Bohr de l'atome.
On considère un électron, de charge -e et un ion avec une charge +Ne, où N est le nombre d'électrons manquant à l'ion. Selon le modèle de Bohr, si l'électron s'approchait, il pourrait rester lié à l'atome sur une orbite d'un certain rayon a. Le potentiel électrostatique V à la distance a du noyau considéré comme ponctuel s'écrit, avec {\displaystyle k\equiv {\frac {1}{4\pi \epsilon _{0}}}} : 
{\displaystyle V={\frac {1}{4\pi \epsilon _{0}}}{\frac {Ne}{a}}=k{\frac {Ne}{a}}\,\!}
étant entendu que le potentiel, défini à une constante près, est choisi nul pour une distance {\displaystyle a} infinie.
L'énergie électrostatique d'un électron placé à la distance {\displaystyle a} dans le potentiel du noyau ci-dessus est donnée par :
{\displaystyle E=eV=k{\frac {Ne^{2}}{a}}\,\!}
On fait l'hypothèse qu'il s'agit de l'énergie d'ionisation, également appelée potentiel d'ionisation (par abus de langage, puisqu'il s'agit d'une énergie potentielle (en joules) et non du potentiel (en volts) ci-dessus. En fait, ces grandeurs sont proportionnelles, avec un facteur toujours égal à la charge de l'électron, d'où la tolérance à cet abus).
À ce stade de l'approche classique, l'analyse est encore incomplète puisque la distance a reste inconnue. Il convient alors d'associer à chaque électron d'un élément chimique donné une distance caractéristique choisie de telle sorte que l'expression du potentiel d'ionisation soit en accord avec des données expérimentales.
Procédons maintenant au calcul de cette distance caractéristique en utilisant une approche semi-classique basée sur l'hypothèse de Bohr, qui étend le modèle classique en quantifiant la quantité de mouvement (première quantification de Bohr). Cette approche est très bien vérifiée pour l'atome d'hydrogène qui n'a qu'un seul électron, et dont le noyau est réduit à un proton. La norme du moment cinétique orbital pour une orbite circulaire est quantifiée {\displaystyle (n\in \mathbb {N} *)} selon Bohr :
{\displaystyle L=|{\vec {r}}\times {\vec {p}}|=rm_{e}v=n\hbar }
L'énergie totale de l'électron est la somme de ses énergies potentielle U et cinétique T, c'est-à-dire :
{\displaystyle E=T+U={\frac {p^{2}}{2m_{e}}}-{\frac {ke^{2}}{r}}={\frac {m_{e}v^{2}}{2}}-{\frac {ke^{2}}{r}}}
La vitesse peut être éliminée du terme correspondant à l'énergie cinétique en posant que l'attraction coulombienne doit être compensée par la force centrifuge :
{\displaystyle T={\frac {ke^{2}}{2r}}}
Ce qui permet alors d'exprimer l'énergie en fonction de k, e, et r :
{\displaystyle E=-{\frac {ke^{2}}{2r}}}
La quantification de la quantité de mouvement exprimée quelques lignes plus haut selon l'hypothèse de Bohr permet alors d'écrire :
{\displaystyle E=-{\frac {ke^{2}}{2r}}=-T=-{\frac {m_{e}v^{2}}{2}}=-{\frac {1}{2m_{e}}}{\frac {(n\hbar )^{2}}{r^{2}}}}
D'où :
{\displaystyle {\frac {n^{2}\hbar ^{2}}{rm_{e}}}=ke^{2}}
D'où l'on tire la relation entre n et r :
{\displaystyle r(n)={\frac {n^{2}\hbar ^{2}}{km_{e}e^{2}}}=n^{2}a_{0}}
On appelle rayon de Bohr {\displaystyle a_{0}} le rayon de la première orbite, n = 1. Le calcul numérique donne :
{\displaystyle a_{0}={\frac {\hbar ^{2}}{mke^{2}}}=} 0,0528 nm
On peut alors exprimer l'équation de l'énergie en faisant appel au rayon de Bohr :
{\displaystyle E=-{\frac {1}{n^{2}}}{\frac {ke^{2}}{2a_{0}}}=-{\frac {E_{I}}{n^{2}}}}
Où après calculs, on trouve la valeur de l'énergie d'ionisation de l'atome d'hydrogène dans son état fondamental (n = 1).
{\displaystyle E_{I}=13,6} eV.
On peut étendre ce modèle aux ions hydrogénoïdes de numéro atomique Z, atomes ayant perdu (Z-1) électrons et qui ne possèdent, à l'instar de l'hydrogène, qu'un seul électron. Le {\displaystyle e^{2}} des formules ci-dessus était apparu en faisant le produit de la charge du noyau d'hydrogène +e et de la charge de l'électron -e. Maintenant la charge du noyau est +Ze, on remplace donc {\displaystyle e^{2}} par {\displaystyle Ze^{2}} et, pour une raison similaire (voir le calcul de {\displaystyle a} ci-dessous), {\displaystyle a_{0}} par {\displaystyle a_{0}/Z} dans les formules. L'énergie de « dernière ionisation » serait donc :
{\displaystyle E=-{\frac {Z^{2}}{n^{2}}}{\frac {ke^{2}}{2a_{0}}}=-{\frac {Z^{2}E_{I}}{n^{2}}}}
et la distance {\displaystyle a} cherchée au début de cette section :
{\displaystyle r(n)={\frac {n^{2}\hbar ^{2}}{mkZe^{2}}}={\frac {n^{2}a_{0}}{Z}}}
donne, pour n = 1 :
{\displaystyle a={\frac {\hbar ^{2}}{mkZe^{2}}}={\frac {a_{0}}{Z}}}

### L'approche simple deFeynman
L'inconvénient de l'approche semi-classique, qui fait l'hypothèse implicite d'un électron en orbite autour du noyau, avec comme force centripète  la force d'attraction, à l'instar d'un satellite en orbite est qu'il est avéré depuis le début du XXe siècle qu'elle est erronée : un électron en orbite ne manquerait pas de rayonner, et s'effondrerait sur le noyau suivant une trajectoire en spirale. Feynman a montré qu'il n'était pas nécessaire de faire cette hypothèse pour estimer le rayon du noyau d'hydrogène. Il fait tout de même appel à l'hypothèse d'une trajectoire circulaire (d'où l'expression du moment cinétique L = mvr) et à la quantification de ce moment cinétique selon Bohr.
En rappelant que l'énergie totale du système noyau + électron est :
{\displaystyle E={\frac {mv^{2}}{2}}-{\frac {ke^{2}}{r}}}
et en utilisant la quantification de Bohr {\displaystyle mvr=n\hbar }, pour n = 1 :
{\displaystyle {\frac {mv^{2}}{2}}={\frac {(mv)^{2}}{2m}}={\frac {1}{2m}}{\frac {\hbar ^{2}}{r^{2}}}}
on obtient :
{\displaystyle E={\frac {\hbar ^{2}}{2mr^{2}}}-{\frac {ke^{2}}{r}}}
« Nous ne savons pas ce que vaut a0, mais nous savons que l'atome va s'arranger pour faire une sorte de compromis de façon que son énergie soit aussi petite que possible » écrit Feynman dans son célèbre Lectures on Physics.
{\displaystyle {\frac {dE}{dr}}=-{\frac {\hbar ^{2}}{mr^{3}}}+{\frac {ke^{2}}{r^{2}}}}
En écrivant que la valeur de cette dérivée est nulle au point {\displaystyle r=a_{0}}, on obtient la valeur de {\displaystyle a_{0}}
{\displaystyle a_{0}={\frac {\hbar ^{2}}{mke^{2}}}=} 0,0528 nm

## L'énergie d'ionisation en mécanique quantique
Pour les atomes à plus d'un électron et pour les molécules, le modèle de Bohr n'est pas adéquat et la prévision exacte des énergies d'ionisation exige la théorie de la mécanique quantique, mieux décrite par le modèle de Schrödinger. Dans cette théorie, la localisation de l'électron est décrite non pas de façon déterministe, mais comme un « nuage » de localisations dotées d'une certaine probabilité d'être plus ou moins proche du noyau. Cette approche plus rigoureuse est compliquée, mais on peut donner quelques pistes pour l'aborder : Le nuage correspond à une fonction d'onde ou, plus précisément à une combinaison linéaire des déterminants de Slater, c'est-à-dire, selon le principe d'exclusion de Pauli, des produits antisymétriques des orbitales atomiques ou des orbitales moléculaires. Cette combinaison linéaire est un développement en interaction de configurations de la fonction d'onde électronique.
Dans le cas général, pour calculer la nième énergie d'ionisation, il faut soustraire l'énergie d'un système de {\displaystyle Z-n+1} électrons d'un système de {\displaystyle Z-n} électrons. Le calcul de ces énergies n'est pas simple, mais il s'agit d'un problème assez classique en chimie numérique. En première approximation, l'énergie d'ionisation peut être déduite du théorème de Koopmans.